# Ruta Nacional 16 (Argentina)
La Ruta Nacional 16 es una carretera argentina, que une las provincias de Corrientes, Chaco, Santiago del Estero y Salta. Sus extremos son la ciudad de Corrientes y el empalme con el km 1465 de la Ruta Nacional 9, en las cercanías de San José de Metán. Se encuentra totalmente asfaltada y su extensión es de 707 km, con 54 km de autovía en el tramo Resistencia - Makallé, y 5 km de duplicación de calzada durante su paso por Presidencia Roque Sáenz Peña. El cruce sobre el Río Paraná se efectúa por el Puente General Manuel Belgrano, el cual fue la segunda vinculación terrestre entre la Mesopotamia y el resto del país (se inauguró 4 años después del Túnel Santa Fe-Paraná).
Fue planificada y construida a inicios del siglo XX con el objetivo de unir las regiones NEA y NOA a través de la planicie del Gran Chaco. Ambas regiones estaban desconectadas debido a que la Argentina recién tuvo el control formal de la mayor parte del territorio del Gran Chaco a fines del siglo XIX, tras una campaña para someter a los pueblos originarios asentados en él, sin embargo, a pesar de que la carretera ya estaba planificada desde entonces, sería recién a mitad del siglo XX que se llevaría a cabo la construcción de pavimento de la misma, bajo el mandato del Gobernador Anzelmo Zoilo Duca, terminándose su pavimentación hasta el empalme con la Ruta Nacional 34 en Salta a principios de los años 1990. El Decreto 1825 del año 1980 designa esta carretera como Gobernador Anselmo Zoilo Duca desde el empalme con la Ruta Nacional 11 en Resistencia hacia el oeste en toda su extensión en la provincia del Chaco, mientras que el tramo que va desde ese empalme hasta la Ciudad de Corrientes, lleva el nombre del expresidente Nicolás Avellaneda.

## Trayecto
Se marcan en cursiva las localidades que no alcanzan los 5.000 habitantes.

### Provincia de Corrientes

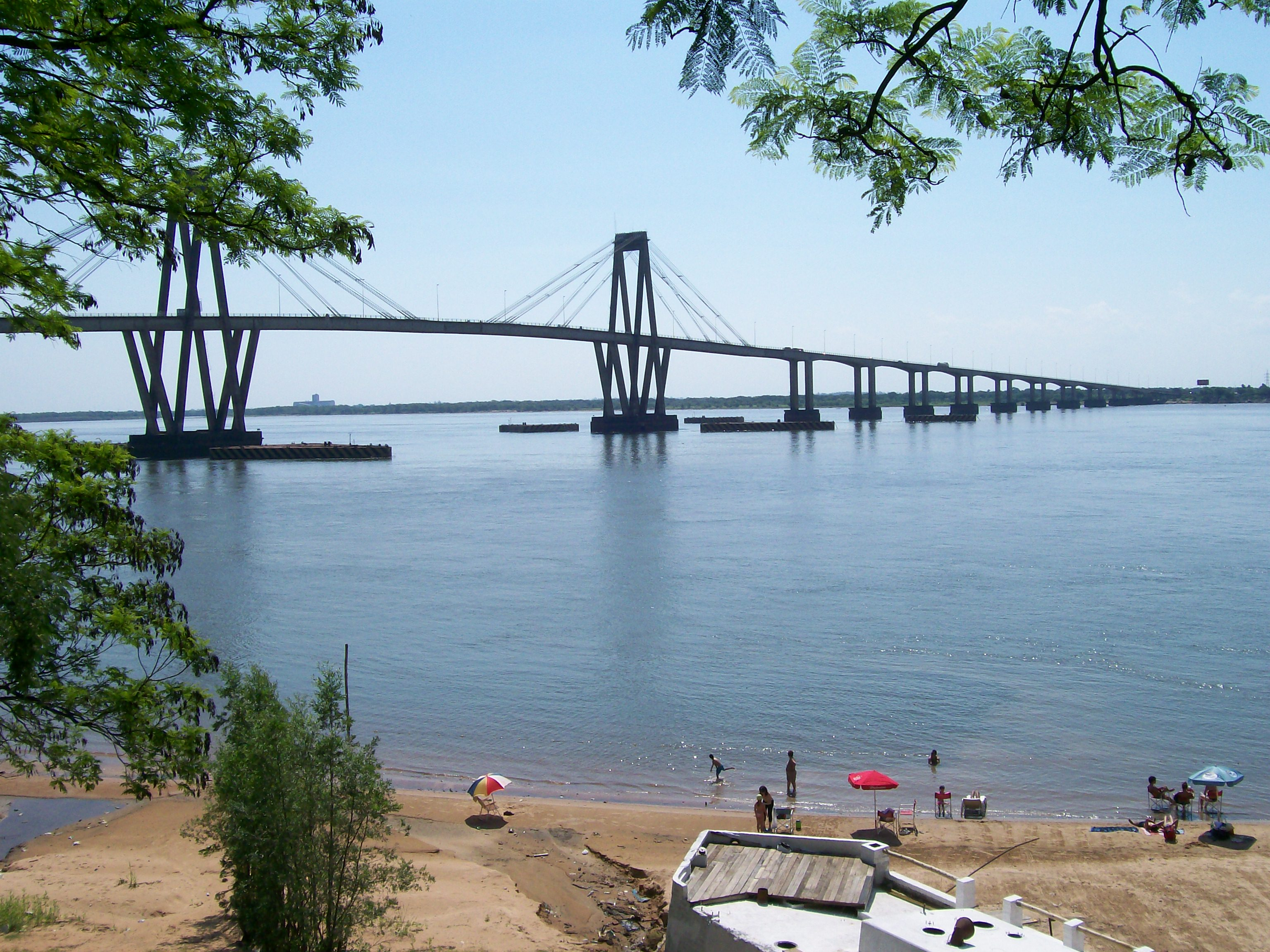
El Puente General Belgrano marca el inicio de la ruta 16 en la Ciudad de Corrientes y une a esta ciudad, atravesando el río Paraná, con la ciudad chaqueña de Resistencia.

Recorrido: 1.350 km.  (kilómetro 0-1.350). La carretera se inicia en la Ciudad de Corrientes, a unos 500 metros de la costa sobre el río Paraná. El breve recorrido se encuentra sobreelevado, pasando por encima de la Avenida Costanera Sur. La ruta se vincula a la ciudad a través de las Avenidas 3 de Abril y Costanera Norte, con carriles separados para ambos sentidos de circulación.
- Departamento Capital: Corrientes (kilómetro 0).

### Primer tramo en la Provincia del Chaco

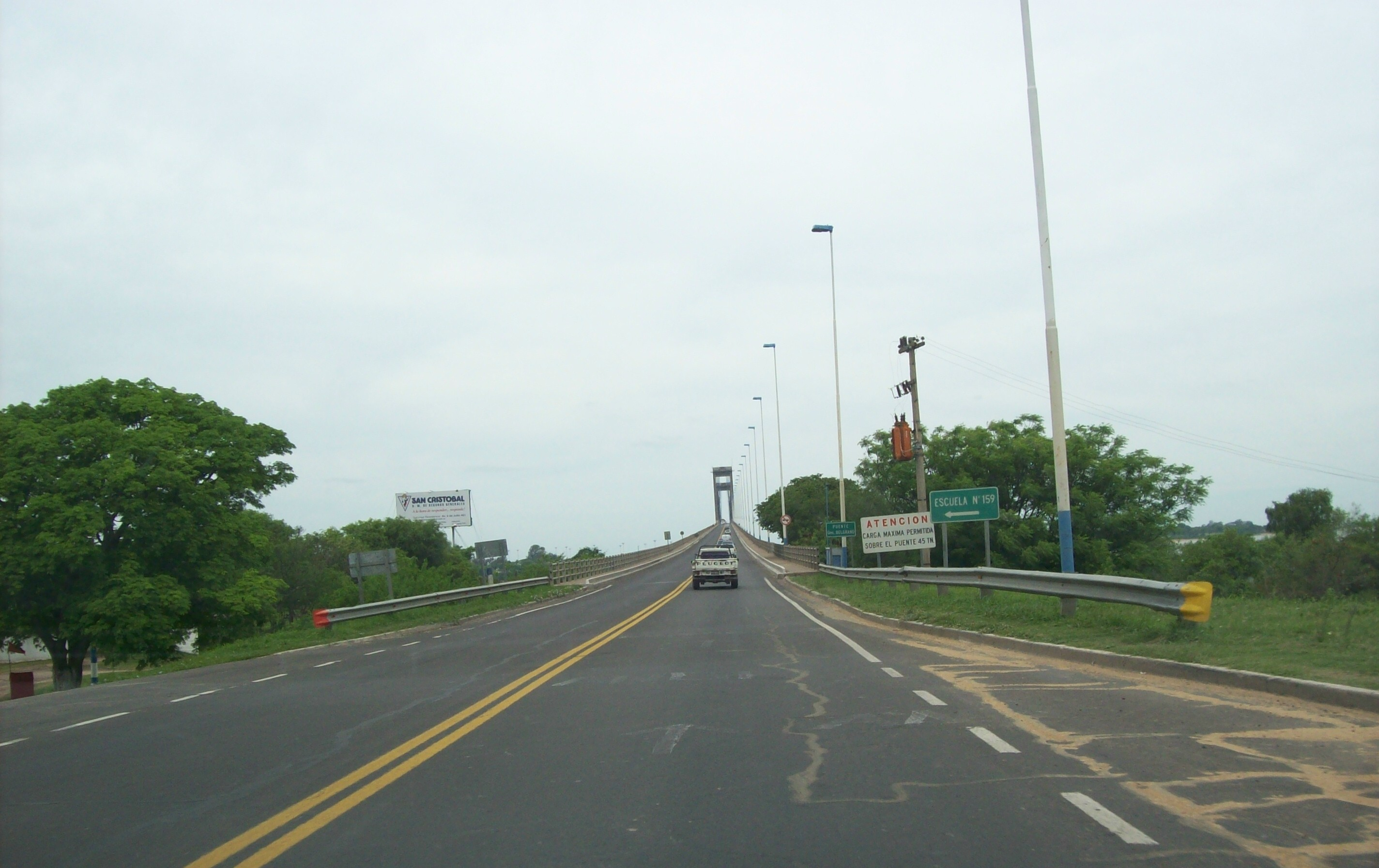
Acceso al Puente General Belgrano sobre el Río Paraná.

El recorrido es de 317 km (km 1.350-319). Los 54 km desde la Ruta Provincial 63 hasta la estación de peaje en Makallé lo conforman una autovía de dos calzadas con dos carriles cada una separadas por un espacio central; el último tramo habilitado fue el de Puerto Bastiani - Makallé, sumando 34 km más de autovía entre Makallé y Puerto Tirol. A su vez hay dos calles colectoras para el tráfico vecinal a ambos lados de la misma entre el barrio Monte Alto de Resistencia y la Ruta 11. En la intersección con la avenida Sarmiento se emplaza un viaducto que canaliza el tránsito pasante por la autovía, separándolo del que ingresa a la Ciudad de Resistencia, inaugurado en octubre de 2014. En 2017 se hallaba en construcción una colectora en el lado Sur de la autovía entre el acceso a Puerto Tirol y la RN11. En la ciudad de Sáenz Peña tiene formato de travesía urbana, con 5 km de calzada duplicada de dos carriles cada una separados por una divisoria central, colectoras a ambos lados de la ruta y semáforos.
- Departamento Primero de Mayo: Barrio San Pedro Pescador (km 2).
- Departamento San Fernando: Barranqueras (km 6) y Resistencia (km 13).
- Departamento Libertad: Puerto Tirol (km 26), accesos a Colonia Popular (km 38) y Laguna Blanca (km 46)
- Departamento General Donovan: puente sobre el río Negro, acceso a Makallé (km 55), Lapachito (km 67), acceso a La Verde (km 67) y acceso a La Escondida (km 75). Entre Makallé y Lapachito se halla una gran curva, la estación de peaje y el paso a nivel del ramal C3 del Ferrocarril General Belgrano
- Departamento Presidencia de la Plaza: Presidencia de la Plaza (km 115-116).
- Departamento Veinticinco de Mayo: Machagai (km 136-137), accesos a Napalpí (km 143) y Colonia Aborigen Chaco (km 149).
- Departamento Quitilipi: Quitilipi (km 154-155) e intersección con Ruta Provincial 4.
- Departamento Comandante Fernández: Presidencia Roque Sáenz Peña (km 179) e intersección con ruta Nacional 95.
- Departamento Independencia: acceso a Napenay (km 198) y Avia Terai (km 209). Tras cruzar la entrada a la localidad de Avia Terai, la ruta hace una curva hacia la izquierda, tomando sentido hacia el Sur. El camino sigue en línea recta, hasta un empalme con el final de la Ruta Nacional 89, donde la Ruta 16 vuelve a tomar su orientación hacia el Noroeste.
- Departamento Almirante Brown: Concepción del Bermejo (km 234), Pampa del Infierno (km 259), Los Frentones (km 285) y Río Muerto (km 311).

### Provincia de Santiago del Estero
Recorrido: 163 km (km 319-482).
- Departamento Alberdi: no hay localidades.

- Departamento Copo: Pampa de los Guanacos (km 331) y Monte Quemado (km 441).

### Segundo tramo en la Provincia del Chaco
Recorrido: 21 km (km 482-503)
- Departamento Almirante Brown: Taco Pozo (km 491).

### Provincia de Salta
Recorrido: 204 km (km 503-707)
- Departamento Anta: Nuestra Señora de Talavera (km 546), El Quebrachal (km 579), Gaona (km 588) y Joaquín Víctor González (km 604-607).

- Departamento Metán: El Tunal (km 643), El Galpón (km 677-679).

## Gestión
En 1990 se concesionaron con cobro de peaje las rutas más transitadas del país, dividiéndose éstas en Corredores Viales.
De esta manera, la empresa Virgen de Itatí Concesionaria de Obras Viales (VICOV) se hizo cargo del Corredor Vial número 13, que incluye (entre otras) la Ruta 16 entre los km 0 y 176, desde el acceso al Puente General Manuel Belgrano en Corrientes hasta el empalme con la Ruta Nacional 95 en Presidencia Roque Sáenz Peña, instalando cabinas de peaje en el puente mencionado (km 5) y en Makallé (km 60).
En 2003 se vencían los contratos de concesión de los Corredores Viales, por lo que se modificó la numeración de los corredores viales y se llamó a nueva licitación. La empresa ganadora del Corredor Vial número 6 fue la Empresa Concesionaria Vial (Emcovial), incluyendo la ruta 16 en el mismo tramo que en la concesión anterior.
Para el año 2010 se llamó a nueva licitación y la ganadora fue la unión transitoria de empresas Caminos del Paraná haciéndose cargo de dicho corredor el 22 de abril.